# Ларинське (Калузька область)
Ларинське (рос. Ларинское) — присілок в Дзержинському районі Калузької області Російської Федерації.
Населення становить 29 осіб. Входить до складу муніципального утворення Село Льва Толстого.

## Історія
Від 2004 року входить до складу муніципального утворення Село Льва Толстого.

## Населення
| 2002 | 2010 |
| ---- | ---- |
| 17   | ↗29  |